# Parapyrus
Parapyrus is een geslacht van vliesvleugeligen uit de familie Encyrtidae. De wetenschappelijke naam van dit geslacht is voor het eerst geldig gepubliceerd in 1984 door Noyes.

## Soorten
Het geslacht Parapyrus is monotypisch en omvat slechts de volgende soort:
- Parapyrus manihoti Noyes, 1984